# Uivar
Uivar é uma comuna romena localizada no distrito de Timiș, na região histórica do Banato (parte da Transilvânia). A comuna possui uma área de 195.31 km² e sua população era de 4289 habitantes segundo o censo de 2007.